# Calamus lakshmanae
Calamus lakshmanae là loài thực vật có hoa thuộc họ Arecaceae. Loài này được Renuka mô tả khoa học đầu tiên năm 1990.